# Van Laack
Van Laack — німецька компанія, виробник одягу. У 1881 році Генріх ван Лаак запропонував своїм партнерам організувати виробництво дорогих сорочок і заснував компанію Van Laack. Зараз компанія є одним зі світових лідерів з виробництва чоловічих сорочок і жіночих блуз. Крім того, Van Laack виробляє і продає чоловічий та жіночий одяг, костюми, краватки, аксесуари.

## Історія і сучасність
... Уявіть собі таку картину: в старому будинку, десь на північному заході Німеччини, схилилися над тканиною півтисячі найкращих швачок. ... раз і назавжди прописані дуже важливі цифри.
50 сантиметрів найтоншої нитки, витягнутої з кожної бавовняної коробочки. 7 сорочок в зміну - кожна шиється вручну. 8 стібків в кожному сантиметрі красивого бісерного шва. 160 - щоб обмітати кожну петлю на сорочці. Якщо мова йде про петлях на манжеті - 210 стібків. І нарешті, 10 пунктів контролю якості в кінці робочого дня. Чисто німецька педантичність, що приносить хороший дохід ...
... Полотно для сорочок тчуть тільки з довгоштапельного сорту  бавовни Сі-Айленд, який експортують з  Південної Кароліни. Тканина з нього настільки тонка, що здається шовковою на дотик, та й прасувати її легко. 

Ексклюзивний одяг тим і хороший, що шиється не на потоці. Швачки з Монхенгладбах завжди кроять свої сорочки «в один лист», а деталі сточують під певним кутом один до одного, щоб шви були м'якими. ... Якщо у сорочки Van Laack відігнути комірець, можна подумати, що кравчиня схалтурили. Його нижня сторона - вся в сборочку, як ніби не пропрасована. Але саме завдяки цим «пом'ятостям» комір не натираює шию.
Ну а офіційний документ сорочки від Van Laack - фірмовий жовто-блакитний вензель у вигляді корони, вишитий шовковистим нитками на манжеті. Це як королівська печатка. Ні з чим не переплутати.
Компанія була заснована німцем (голландського походження) Генріхом ван Лаак  з двома партнерами Вільгельмом Шмітц і Густавом Ельтшиг в 1881 році, коли в Берліні  відкрилася фабрика з виробництва чоловічих сорочок екстракласу.
У 1953 році бренд купує підприємець Генріх Гоффманн, і переносить виробництво з Берліна в Монхенгладбах. Компанія отримує нові можливості зростання на тлі загальної стагнації і післявоєнної кризи в Німеччині. Економічне диво Західної Німеччини — це і відновлення підприємства van Laack . У 1970 році бізнес перейшов Рольфа Гоффману, який в 1972 році випустив першу колекцію жіночих блузок.
У 2002 році компанію купує німецький підприємець Крістіан фон Даніельс. Крістіан вводить в систему управління компанією принцип партнерства. З'являється ідея ще більшого підвищення якості вироблених компанією чоловічих сорочок.
До 2005 року кількість фірмових магазинів по всьому світу доходить до 80-ї, компанія констатує свою присутність на всіх п'яти континентах Землі. В 2006 році компанія відзначає своє 125-річчя, відкриваючи  логістичний центр в азійському регіоні, у В'єтнамському місті  Ханої.

## Виробництво лінії сорочок
Сьогодні компанія пропонує кілька ліній сорочок:
- Meisterwerk — ексклюзивні сорочки з елементами ручної роботи;
- Royal — класична ділова лінія;
- Made to Measure — послуга індивідуального пошиття сорочок;
- Van Laack пропонує три крою сорочок;
- Regular fit — стандартний крій;
- Tailor fit — приталений крій;
- Slim fit — вузькі крій.

## Цікаві факти
- Ґудзики на сорочках виготовляють вручну з маркассарського перламутру.
- Ґудзики на сорочках мають три отвори, замість двох або чотирьох [3]
- Сорочки мають вісім стібків в одному сантиметрі шва [3]